# Aroldo

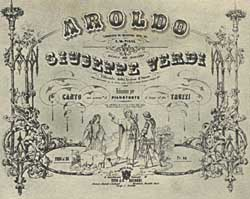

Aroldo är en opera i fyra akter med musik av Giuseppe Verdi och libretto av Francesco Maria Piave. Operan är en omarbetad version av deras tidigare opera Stiffelio.

## Historia
Stiffelio hade orsakat protester från den italienska censuren som hade invändningar mot den protestantiske prästens agerande efter sin hustrus otrohet, och att huvudrollen var tysk och inte italiensk. I flera italienska städer uppfördes operan under titeln Guglielmo Wellingrode som ett sätt att omlokalisera handlingen av hänsyn till censuren, men efter några år insåg Verdi att librettot måste ändras om musiken skulle överleva. Han övertalade Piave att förflytta handlingen till korstågstiden, att ändra karaktärernas namn och att skriva en helt ny fjärde akt. I denna version fick operan sin nypremiär på Teatro Nuovo Comunale i Rimini 16 augusti 1857 under namnet Aroldo. Ändå fick Aroldo ett ännu njuggare mottagande än Stiffelio, om man bortser från att premiären samtidigt var invigningen av den nya teatern i Rimini och därmed en social begivenhet. Ingen av operorna kom att höra till den fasta repertoaren.

## Personer
- Aroldo, en saxisk riddare (tenor)
- Mina, hans hustru (sopran)
- Egberto, Minas far (baryton)
- Godvino, en äventyrare, Egbertos gäst (tenor)
- Briano, en from eremit (bas)
- Enrico, Minas kusin (tenor)
- Elena, Minas kusin (mezzosopran)
- Korsfarare, tjänare, riddarna och deras damer (kör)

## Handling
Akt I
Aroldo har vänt hem från korståget tillsammans med Briano, som har räddat hans liv i Det Heliga landet. Då Aroldo blivit ensam med sin hustru Mina talar han om hur mycket han har saknat henne, men hon har dåligt samvete för att hon har bedragit honom med Godvino medan han var borta. Han märker att hon inte längre bär den ring han gett henne, men hon kan inte komma med någon förklaring (hon har gett den till Godvino). Hon är så plågad av skuldkänslor att hon vill skriva ett brev till sin man och bekänna allt, men hennes far Egberto avråder. Godvino har skrivit till Mina och kommer på idén att lägga brevet i en stor bok med lås, som han har nyckeln till. Briano har sett vad som pågår och underrättar Aroldo, men han kan inte med säkerhet säga vem som har gjort det ty han känner honom inte. Aroldo ber Mina låsa upp boken men hon har ingen nyckel, och då bryter han upp låset. Brevet faller ut men svärfadern snappar upp det och uppmanar Godvino att träffa honom på kyrkogården.
Akt II
Vid moderns grav möter Mina Godvino, som åter bestormar henne med sina kärleksförklaringar, men hon avvisar honom. Egberto kommer och utmanar Godvino på duell, men denne vägrar. Han blir dock provocerad att anta utmaningen, men innan kampen börjar blir de avbrutna av Aroldo. Han hälsar vänligt på Godvino, men Egberto blir så upphetsad att han avslöjar att Godvino är Minas älskare. I sin vrede vill Aroldo anfalla Godvino, men Briano går emellan och påminner honom om alla kristnas plikt att förlåta.
Akt III
Egberto vill ta sitt liv på grund av den nesa som hans dotters uppförande har dragit över släktnamnet, men Briano förhindrar det genom att berätta att Godvino, som flytt, är återförd till slottet. Egberto vill återuppta den avbrutna duellen och rusar ut för att leta efter Godvino, men denne är i sällskap med Aroldo som sänder bud efter Mina och erbjuder henne skilsmässa så att hon kan gifta sig med Godvino. Då hon har undertecknat papperen kommer Egberto in och meddelar att han har dödat Godvino. Alla blir djupt skakade.
Akt IV
Aroldo och Briano har dragit sig tillbaka till ensamheten i en hydda vid Loch Lomond. Under en storm driver en båt i land. I den sitter Egberto och Mina, som tigger om förlåtelse. Först vill Aroldo driva bort dem, men Briano påminner honom än en gång om den kristnes plikt att förlåta och han tar henne till nåder igen.